# مقامات الزمخشري
مقامات الزمخشري هي خمسون مقامة ألفها أبو القاسم الزمخشري، توزعت مراميها في الحكمة والوصايا والأدب والتاريخ، نَهَل المؤلف فيها وغَرف من بحر الأدب ما عذب ببيانه، وأحكم إتقانه من لآلئ الكلم، كما عَمِد إلى شرح ما جاء فيها من بليغ اللغة وجمال ألفاظها. في المقدمة قدَّم نصائح لمن يتناول الكتاب بالتأني في قراءته والوقوف علي كل لفظ وتفهم المعاني الواردة. كما نصح بألا يقدم الكتاب إلا لعالم أو متدين أو أديب. كذلك طلب ممن يريد نسخ الكتاب أن ينسخه بخط جيد وأن يضع عليه اسم المؤلف كما طلب الدعاء له بالرحمة والرضوان.

## عناوين المقامات
1. مقامة المراشد
2. مقامة التقوى
3. مقامة الرضوان
4. مقامة الارعواء
5. مقامة الزاد
6. مقامة الزهد
7. مقامة الإنابة
8. مقامة الحذر
9. مقامة الاعتبار
10. مقامة التسليم
11. مقامة الصمت
12. مقامة الطاعة
13. مقامة المنذرة
14. مقامة الاستقامة
15. مقامة الطيب
16. مقامة القناعة
17. مقامة التوقي
18. مقامة الظلف
19. مقامة العزلة
20. مقامة العفة
21. مقامة الندم
22. مقامة الولاية
23. مقامة الصلاح
24. مقامة الإخلاص
25. مقامة العمل
26. مقامة التوحيد
27. مقامة العبادة
28. مقامة التصبر
29. مقامة الخشية
30. مقامة اجتناب الظلم
31. مقامة التهجد
32. مقامة الدعاء
33. مقامة التصدق
34. مقامة الشكر
35. مقامة الأسوة
36. مقامة النصح
37. مقامة المراقبة
38. مقامة الموت
39. مقامة الفرقان
40. مقامة النهي عن الهوى
41. مقامة التماسك
42. مقامة الشهامة
43. مقامة الخمول
44. مقامة العزم
45. مقامة الصدق
46. مقامة النحو
47. مقامة العروض
48. مقامة القوافي
49. مقامة الديوان
50. مقامة أيام العرب[2][3]

## طالع أيضًا
- مقامات بديع الزمان الهمذاني
- مقامات الحريري
- المقامات اللزومية